# Akram Ajlisli
Akram Ajlisli (ázerbájdžánsky Əkrəm Əylisli), vlastním jménem Akram Nadžaf oglu Naibov (* 6. prosince 1937, Yuxarı Əylis) je ázerbájdžánský spisovatel, dramatik, scenárista a překladatel. Byl nositelem titulu Lidový spisovatel a také mu byly prezidentem Ázerbájdžánu uděleny řády Istiglal (İstiqlal ordeni) a Šöchrat (Şöhrət ordeni) za přínos ázerbájdžánské literatuře. V roce 2013, po zveřejnění románu Kamenné sny, v němž píše o protiarménských pogromech v Baku či Sumgaitu a ukazuje Armény v příznivém světle, byl Akram Ajlisli zbaven veškerých státních vyznamenání a byla proti němu zahájena štvavá kampaň, která trvá dodnes. V roce 2014 byl skupinou intelektuálů z celého světa nominován na Nobelovu cenu míru.

## Životopis
Akram Ajlisli se narodil 1. prosince 1937 ve vesnici Horní Ajlis (Yuxarı Əylis), známé též jako Agulis, v Ordubadském okrese Nachičevanské autonomní sovětské socialistické republiky. Matka Leja Ali-kyzy byla vesnickou vypravěčkou, otec Nadžaf zemřel na frontě, když bylo Akramovi 5 let.
Akram Ajlisli vystudoval Literární institut A. M. Gorkého v Moskvě. Svou literární dráhu započal psaním básní, jeho první povídka Hašam a jeho zeť (Qeşem ve onun Kürekeni) vyšla v roce 1959. Akram Ajlisli se proslavil trilogií Lidé a stromy (Adamlar və ağaclar; 1966–1968), která byla přeložena do všech jazyků SSSR a také v mnoha zemích východní Evropy. Děj většiny Ajlisliho děl se odehrává v jeho rodné vesnici Ajlis (jež se často ukrývá pod názvem Buzbulak). Jeho romány a povídky si získaly popularitu jak v Ázerbájdžánu, tak po celém Sovětském svazu především díky citlivému a láskyplnému zobrazení vesnického života. Ideově má Ajlisli blízko k ruským vesnickým spisovatelům, s některými z nich (Vasilij Bělov, Vasilij Šukšin) autor udržoval přátelské vztahy.
Kromě prózy se Akram Ajlisli věnoval také psaní filmových scénářů a dramat, jež byla uvedena v divadlech v Baku, Nachičevanu, Gandže i Jerevanu.
Jakožto překladatel převedl do ázerbájdžánštiny díla Vasilije Šukšina, Antona Pavloviče Čechova, Gabriela Garcíi Márqueze, Henricha Bölla, Vladimira Korolenka, Ivana Turgeněva, Konstantina Paustovského, Čingize Ajtmatova nebo Salmana Rushdieho.
Více než 40 let Ajlisli pracoval jako redaktor. V letech 1992–2003 byl ředitelem nakladatelství Jazyčy (Yazıçı, česky Spisovatel).
Ajlislimu byl udělen titul Lidového spisovatele a také prestižní řády Šöchrat (Sláva) a Istiglal (Nezávislost). V listopadu 2005 byl zvolen poslancem do Parlamentu Ázerbájdžánské republiky (Azərbaycan Respublikasının Milli Məclisi) za správní obvod Džulfa-Ordubad. Funkci vykonával až do konce volebního období tedy do 7. listopadu 2010.

## Kontroverze kolem románuKamenné sny
Ve svém románu Kamenné sny (Daş yuxular), který vyšel na konci roku 2012 v ruském časopise Družba narodov (Дружба народов), Ajlisli popisuje protiarménské pogromy v Baku v roce 1989 a masakr Arménů tureckými jednotkami v jeho rodné vesnici Ajlisu v roce 1919. Scény z nedávné minulosti se zde prolínají s vyprávěním pamětníků hrůzných událostí z první poloviny 20. století.
Ajlisli psal román původně ázerbájdžánsky a dokončil jej v roce 2006, v ázerbájdžánštině však kniha oficiálně nikdy nevyšla. Ajlisli se rozhodl dílo publikovat po událostech spojených s vydáním ázerbájdžánského důstojníka Ramila Safarova zpět do vlasti. Ramil Safarov byl v roce 2006 v Maďarsku odsouzen k doživotí za brutální vraždu arménského důstojníka Gurgena Margarjana, ke které došlo v roce 2004 v Budapešti během semináře pořádaného NATO v rámci programu Partnerství pro mír. V roce 2012 byl Safarov vydán k odpykání zbytku trestu do Ázerbájdžánu. Ve své vlasti byl ovšem vítán jako hrdina. Okamžitě po přistání 31. srpna, byl Safarov navzdory dohodám omilostněn, povýšen na majora, byl mu udělen státní byt a dostal odškodnění za 8 let strávených ve vězení.
Po zveřejnění románu byla v ázerbájdžánských médiích zahájena štvavá kampaň proti autorovi. Akram Ajlisli byl obviněn ze sympatií k Arménům (vztahy mezi Ázerbájdžánci a Armény jsou napjaté v souvislosti se sporem o Náhorní Karabach). Ajlislimu je vyčítáno, že v knize popisuje pouze zločiny ze strany Ázerbájdžánců vůči Arménům, jmenovitě pogromy v Sumgaitu a Baku, a zmínky o arménské agresi, např. o masakru v Chodžali, zcela chybí. V západních médiích se ovšem také spekuluje, že důvodem útoků na spisovatele, je kritika někdejšího prezidenta Hejdara Alijeva.
V únoru roku 2013 v Baku, v Gjandže a ve spisovatelově rodné vesnici proběhly demonstrace, které byly doprovázeny spalováním Ajlisliho portrétů a knih. Demonstranti provolávali hesla "Smrt Akramu Ajlislimu!", "Zrádce!", "Akram je Armén". Vedení Svazu spisovatelů Ázerbájdžánu vydalo prohlášení o vyloučení Ajlisliho z organizace (ačkoli spisovatel tvrdí, že ze Svazu dobrovolně vystoupil už v roce 1991). Ajlisliho žena a syn byli propuštěni ze zaměstnání. Ministerstvo školství Ázerbájdžánu "na žádost učitelů" rozhodlo o vyškrtnutí Ajlisliho děl ze školních učebnic. Ázerbájdžánská divadla stáhla z repertoáru Ajlisliho hry. Poslanci parlamentu požadovali odejmout Ajlislimu veškerá státní vyznamenání a provést genetický test, zda není Armén. Předseda parlamentu Oktaj Asadov prohlásil, že "v původu všech, kteří Ajlisliho podporují, je něco podezřelého." Hlava Úřadu kavkazských muslimů, šejch-ul-islám Allahšukür Pašazade (Allahşükür Paşazadə) označil Ajlisliho za kacíře. Provládní strana "Současný Musavat" dokonce vypsala odměnu 10 tisíc manátů tomu, kdo uřízne spisovateli ucho.
Nařízením prezidenta Ilhama Alijeva byl 7. února 2013 Akramu Ajlislimu odebrán titul Lidového spisovatele a prezidentská penze.
Na druhou stranu se autor dočkal podpory ze zahraničí. V únoru 2014 byl Akram Ajlisli nominován skupinou profesorů a rektorů z celého světa na Nobelovu cenu míru.

## Incident na letišti v Baku
Dne 31. března 2016 měl Akram Ajlisli vystoupit na Benátském literárním festivalu Incroci di Civiltà . Před odletem byl ovšem zadržen na Bakuském letišti. Byl obviněn z výtržnictví a byl mu zabaven pas. Později byla obvinění překvalifikováno na napadení veřejné osoby, za které hrozí až 3 roky vězení. Autor celou kauzu komentuje ve svém otevřeném dopisu prezidentovi Ilhamu Alijevovi: "Můj trestný čin spočívá v tom, že jsem na bakuském letišti Hejdara Alijeva před odletem na literární festival v italských Benátkách konaném ve dnech 30.3.-2.4.2016 údajně ztropil výtržnost (nezachycenou videokamerami) a že jsem několik hodin po startu letadla v prostoru bez kamer fyzicky napadl příslušníka letištní pohraniční služby a silným úderem jsem mu způsobil krevní podlitiny. Samozřejmě nikomu nelze namluvit, že by osmasedmdesátiletý, se srdcem nemocný, slabý člověk mohl použít takové násilí vůči pětatřicetiletému muži sportovní postavy. A musím se Vám přiznat, že ani já jsem po seznámení s obviněním, které proti mně vznesla letištní policie, nemohl uvěřit, že by něco takového mohlo být postoupeno k soudu."